# Trapelus sanguinolentus
Espèce
Synonymes
- Lacerta sanguinolenta Pallas, 1814
- Agama aralensis Lichtenstein, 1823

Trapelus sanguinolentus est une espèce de sauriens de la famille des Agamidae.

## Répartition
Cette espèce se rencontre en Russie, au Kazakhstan, au Kirghizistan, au Tadjikistan, en Iran, en Afghanistan et au Xinjiang en République populaire de Chine.

## Liste des sous-espèces
Selon The Reptile Database (18 mai 2012) :
- Trapelus sanguinolentus aralensis (Lichtenstein, 1823)
- Trapelus sanguinolentus sanguinolentus (Pallas, 1814)

## Publications originales
- Lichtenstein, 1823 : Verzeichniss der Doubletten des Zoologischen Museums der Königlichen Friedrich-Wilhelm-Universität zu Berlin nebst Beschreibung vieler bisher unbekannter Arten von Säugethieren, Vögeln, Amphibien und Fischen. Königlich Preussische Akademie der Wissenschaften, Berlin, p. 1-118 (texte intégral).
- Pallas, 1814 : Zoographia rosso-asiatica: sistens omnium animalium in extenso imperio rossico, et adjacentibus maribus observatorum recensionem, domicilia, mores et descriptiones, anatomen atque icones plurimorum, vol. 3, p. 1-428 (texte intégral).